# Кустарниковый бык
Кустарниковый бык (лат. Euceratherium collinum) — вымерший вид млекопитающих семейства полорогих (Bovidae), обитавший в Северной Америке до своего исчезновения около 8000 лет назад.

## Распространение
Кустарниковые быки были одними из первых полорогих, появившихся в Новом Свете. Они жили тут уже в раннем плейстоцене задолго до бизонов, которые сегодня считаются типичными североамериканскими полорогими. Оба рода долгое время параллельно населяли континент, однако в отличие от бизонов, сохранившихся до наших дней, кустарниковые быки вымерли в конце плейстоцена. Ископаемые остатки последнего вида Euceratherium collium встречаются от тихоокеанского побережья до штата Иллинойс.

## Внешний вид
Кустарниковые быки были массивными животными и по размерам располагались где-то между бизоном и овцебыком. Мощные рога у основания были изогнуты наверх, а на конце — вперёд.

## Поведение
Зубы кустарниковых быков позволяют определить их как травоядных. Возможно, они предпочитали холмистую местность.